# Цокорино-Верго (Монца и Бријанца)
Цокорино-Верго је насеље у Италији у округу Монца и Бријанца, региону Ломбардија.
Према процени из 2011. у насељу је живело 2115 становника. Насеље се налази на надморској висини од 287 м.